# おしゃべりーの! 日曜指南役

## 概要
「おしゃべりハウス」で放送されていた内容を編集して、再度放送している番組。「おしゃべりハウス」とは違い録画して放送している。

## 出演者

### 現在

#### 司会
- ATVアナウンサー
  - 司会については、毎回2名で行っている。

### 過去

#### 司会
- 川口浩一（ATVアナウンサー、～2012年9月30日）
- 横山ひでき（～2012年9月30日）
- 郷間翔（元ATVアナウンサー）

#### その他
- 天間琴美（健康運動指導士）（まいにちちょこっとエクササイズ）

## その他
- 2012年9月30日放送分までは、司会の二人の顔を「ワイプ」として入れて、以前に放送していた場面で簡単なコメントを入れて放送していたが、10月7日放送分からは「ワイプ」を入れることをやめて、VTRのみを放送している。
- 2012年9月30日放送分までは、番組の終わり頃には「まいにちちょこっとエクササイズ」を放送していたが、10月7日放送分からは、プロモーションビデオを流すように変わった。